# Irreville
Irreville est une commune française située dans le département de l'Eure en région Normandie.

## Géographie

### Localisation
|                               | Heudreville-sur-Eure, Cailly-sur-Eure |                                                           |
| La Chapelle-du-Bois-des-Faulx | Irreville                             | Clef-Vallée-d'Eure (comm. dél. de La Croix-Saint-Leufroy) |
| Le Boulay-Morin               | Dardez                                | Reuilly Dardez                                            |

### Hydrographie
La commune est située dans le bassin Seine-Normandie. Elle n'est drainée par aucun cours d'eau,.

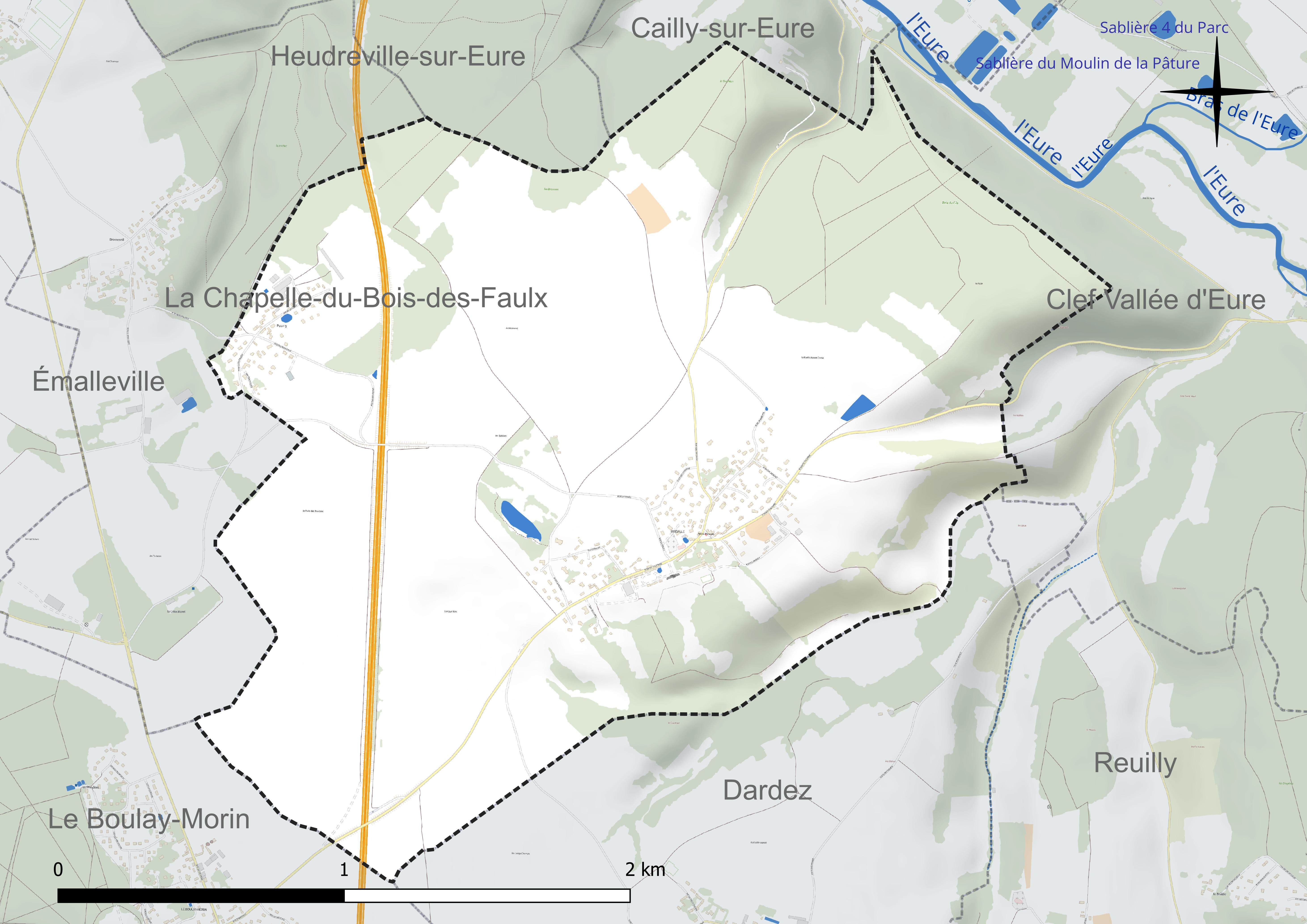
Réseau hydrographique d'Irreville.

### Climat
Pour des articles plus généraux, voir Climat de la Normandie et Climat de l'Eure.
En 2010, le climat de la commune est de type climat océanique dégradé des plaines du Centre et du Nord, selon une étude du CNRS s'appuyant sur une série de données couvrant la période 1971-2000. En 2020, Météo-France publie une typologie des climats de la France métropolitaine dans laquelle la commune est exposée à un climat océanique et est dans la région climatique  Côtes de la Manche orientale, caractérisée par un faible ensoleillement (1 550 h/an) ; forte humidité de l’air (plus de 20 h/jour avec humidité relative > 80 % en hiver), vents forts fréquents. Parallèlement le GIEC normand, un groupe régional d’experts sur le climat, différencie quant à lui, dans une étude de 2020, trois grands types de climats pour la région Normandie, nuancés à une échelle plus fine par les facteurs géographiques locaux. La commune est, selon ce zonage, exposée à un « climat des plateaux abrités », correspondant aux plaines agricoles de l’Eure, avec une pluviométrie beaucoup plus faible que dans la plaine de Caen en raison du double effet d’abri provoqué par les collines du Bocage normand et par celles qui s’étendent sur un axe du Pays d'Auge au Perche.
Pour la période 1971-2000, la température annuelle moyenne est de 10,5 °C, avec  une amplitude thermique annuelle de 14,2 °C. Le cumul annuel moyen de précipitations est de 675 mm, avec 10,8 jours de précipitations en janvier et 8,1 jours en juillet. Pour la période 1991-2020, la température moyenne annuelle observée sur la station météorologique la plus proche, située sur la commune de Huest à 6 km à vol d'oiseau, est de 11,2 °C et le cumul annuel moyen de précipitations est de 600,6 mm,. Pour l'avenir, les paramètres climatiques de la commune estimés pour 2050 selon différents scénarios d’émission de gaz à effet de serre sont consultables sur un site dédié publié par Météo-France en novembre 2022.

## Urbanisme

### Typologie
Au 1er janvier 2024, Irreville est catégorisée commune rurale à habitat dispersé, selon la nouvelle grille communale de densité à 7 niveaux définie par l'Insee en 2022.
Elle est située hors unité urbaine. Par ailleurs la commune fait partie de l'aire d'attraction d'Évreux, dont elle est une commune de la couronne,. Cette aire, qui regroupe 108 communes, est catégorisée dans les aires de 50 000 à moins de 200 000 habitants,.

### Occupation des sols
L'occupation des sols de la commune, telle qu'elle ressort de la base de données européenne d’occupation biophysique des sols Corine Land Cover (CLC), est marquée par l'importance des territoires agricoles (66,7 % en 2018), en diminution par rapport à 1990 (68,3 %). La répartition détaillée en 2018 est la suivante : 
terres arables (63,3 %), forêts (27,1 %), zones urbanisées (6,2 %), zones agricoles hétérogènes (3,4 %). L'évolution de l’occupation des sols de la commune et de ses infrastructures peut être observée sur les différentes représentations cartographiques du territoire : la carte de Cassini (XVIIIe siècle), la carte d'état-major (1820-1866) et les cartes ou photos aériennes de l'IGN pour la période actuelle (1950 à aujourd'hui).

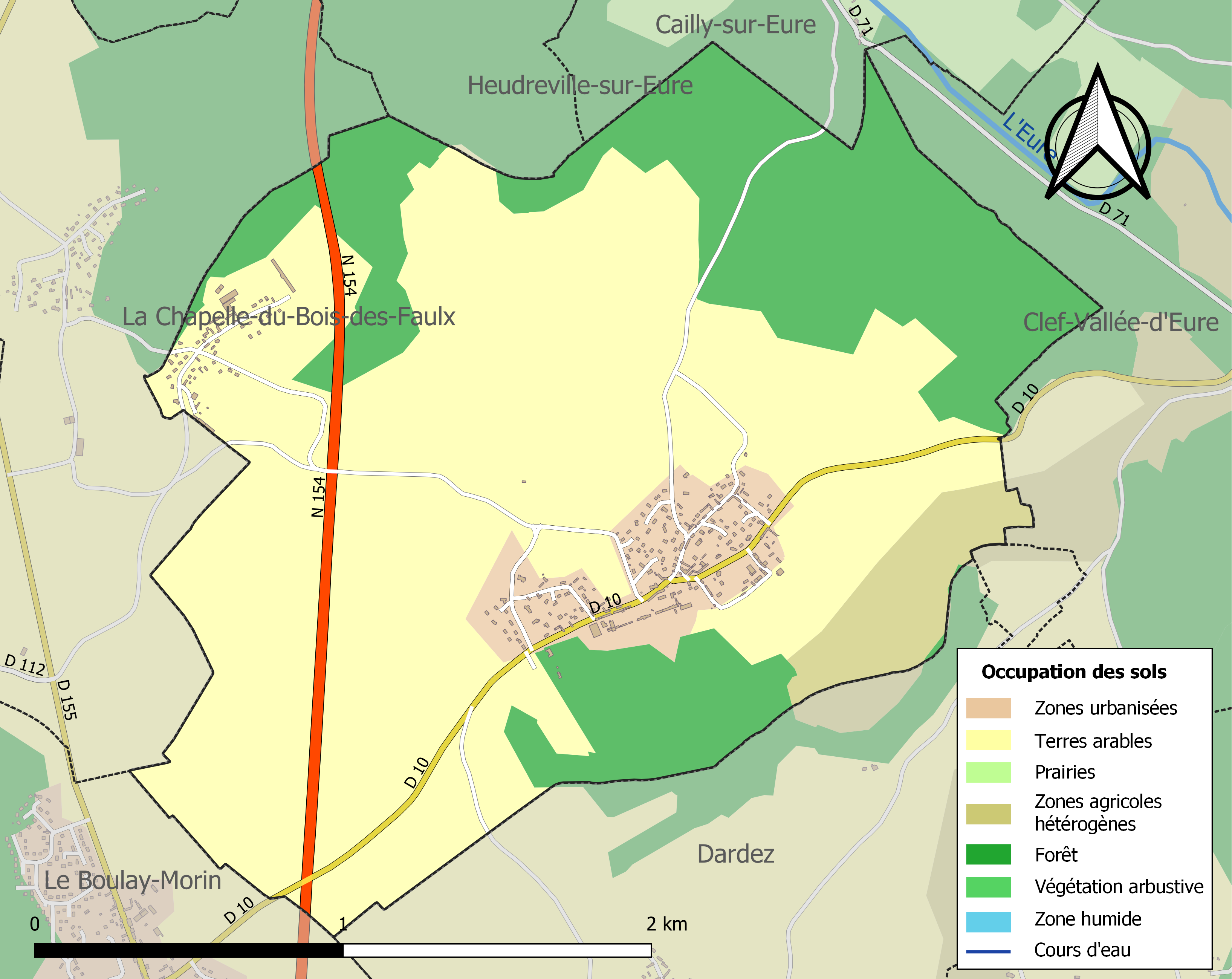
Carte des infrastructures et de l'occupation des sols de la commune en 2018 (CLC).

## Toponymie
Le nom de la localité est attesté sous les formes Illevilla vers 1120 (charte d’Amaury Ier, comte d’Évreux), Iravilla en 1188 (ch. d’Amaury III, cte d’Évreux, et obituaire de la Croix-Saint-Leufroi), Irevilla en 1203 (charte de Gilbert d’Auteuil), Iraivilla en 1207, Yreville en 1308 (charte de Philippe le Bel), Yrville en 1318 (cartulaire de Saint-Taurin), Irevile en 1543 (épitaphe de Robert de Pommereul), Yrreville en 1808 (Peuchet et Chanlaire).
Dans les chartes du XIIe siècle on trouve Guillaume de Iravilla, chevalier, Guillaume « de Illevilla ».
Irreville est la seule commune de France qui porte ce nom.

## Politique et administration
Environnement
La commune a été la première dans le Nord de la France à recevoir le label "5 étoiles" au concours « Villes et villages étoilés », en récompense de ses efforts en matière de maîtrise de l'énergie et de lutte contre la pollution lumineuse au niveau de l'éclairage public communal. Selon la commune, en 5 ans, ces efforts ont permis de réduire d' « environ 75 % la consommation liée à l’éclairage public et les émissions de gaz à effet de serre et de 55 % la facture énergétique »..
| Période   | Période   | Identité           | Étiquette | Qualité |
| --------- | --------- | ------------------ | --------- | ------- |
| mars 2001 | mars 2008 | Jean-Pierre Martin |           |         |
| mars 2008 | En cours  | Sophie Bocage      |           |         |

## Démographie

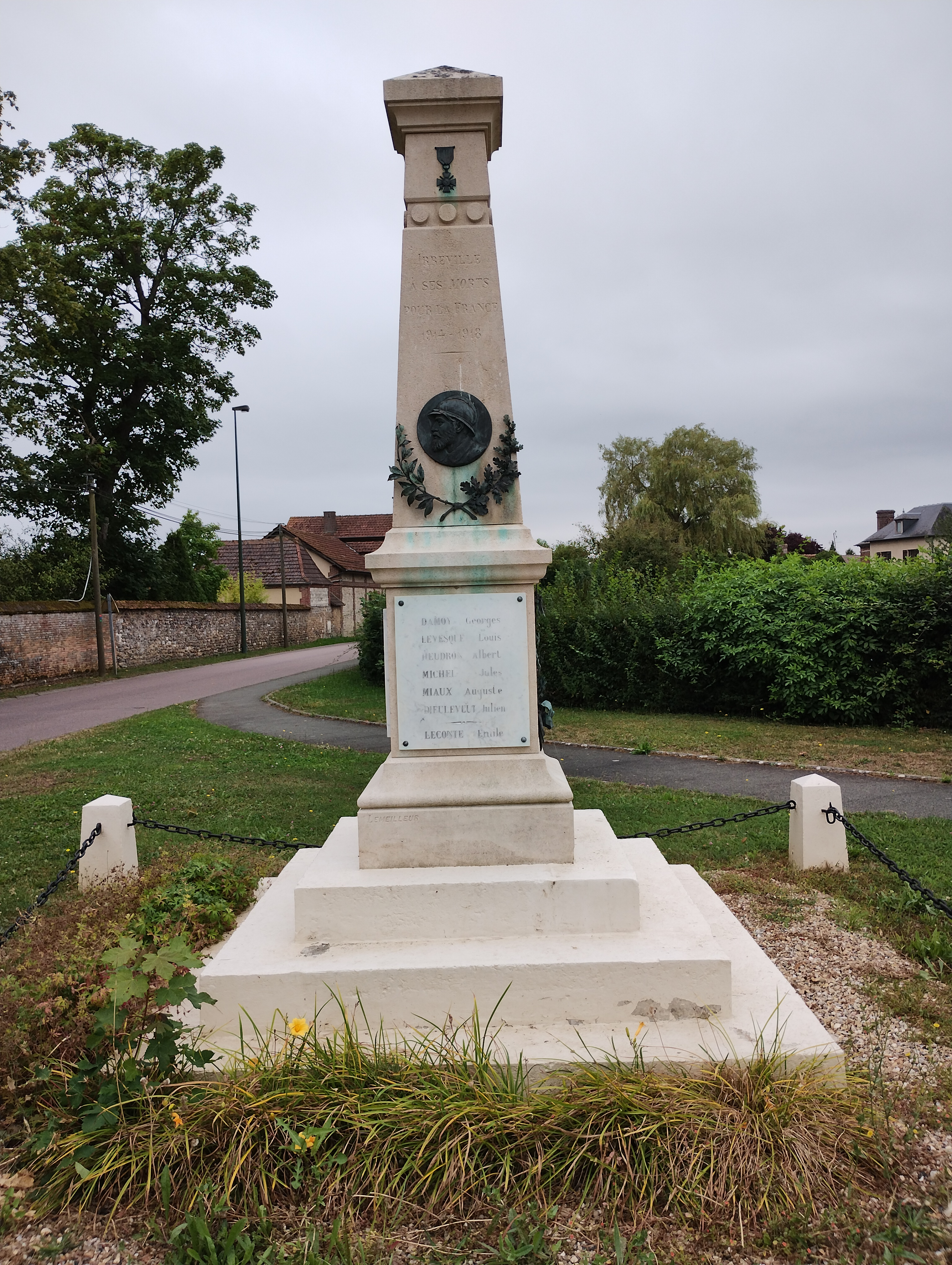
Monument aux morts

L'évolution du nombre d'habitants est connue à travers les recensements de la population effectués dans la commune depuis 1793. Pour les communes de moins de 10 000 habitants, une enquête de recensement portant sur toute la population est réalisée tous les cinq ans, les populations de référence des années intermédiaires étant quant à elles estimées par interpolation ou extrapolation. Pour la commune, le premier recensement exhaustif entrant dans le cadre du nouveau dispositif a été réalisé en 2007.

En 2022, la commune comptait 472 habitants, en évolution de +0,21 % par rapport à 2016 (Eure : −0,25 %, France hors Mayotte : +2,11 %).
| 1793 | 1800 | 1806 | 1821 | 1831 | 1836 | 1841 | 1846 | 1851 |
| ---- | ---- | ---- | ---- | ---- | ---- | ---- | ---- | ---- |
| 204  | 237  | 229  | 229  | 225  | 245  | 264  | 254  | 237  |

| 1856 | 1861 | 1866 | 1872 | 1876 | 1881 | 1886 | 1891 | 1896 |
| ---- | ---- | ---- | ---- | ---- | ---- | ---- | ---- | ---- |
| 219  | 231  | 198  | 191  | 178  | 149  | 150  | 130  | 158  |

| 1901 | 1906 | 1911 | 1921 | 1926 | 1931 | 1936 | 1946 | 1954 |
| ---- | ---- | ---- | ---- | ---- | ---- | ---- | ---- | ---- |
| 138  | 132  | 126  | 120  | 125  | 125  | 114  | 117  | 150  |

| 1962 | 1968 | 1975 | 1982 | 1990 | 1999 | 2006 | 2007 | 2012 |
| ---- | ---- | ---- | ---- | ---- | ---- | ---- | ---- | ---- |
| 142  | 159  | 172  | 162  | 276  | 337  | 391  | 399  | 466  |

| 2017 | 2022 | - | - | - | - | - | - | - |
| ---- | ---- | - | - | - | - | - | - | - |
| 467  | 472  | - | - | - | - | - | - | - |

## Culture locale et patrimoine

### Lieux et monuments
- Église Sainte-Colombe

### Héraldique
| Blason | Blasonnement : D’azur au comble et à la plaine de gueules chargé chacun d’un léopard d’or, à la traverse accompagnée à dextre d’une colombe essorante contournée et à senestre d’une église, le tout d’argent brochant sur le tout. Commentaires : Les deux léopards d'or sur champ de gueules rappellent les armes de la Normandie. |